# Черевики (вірш)

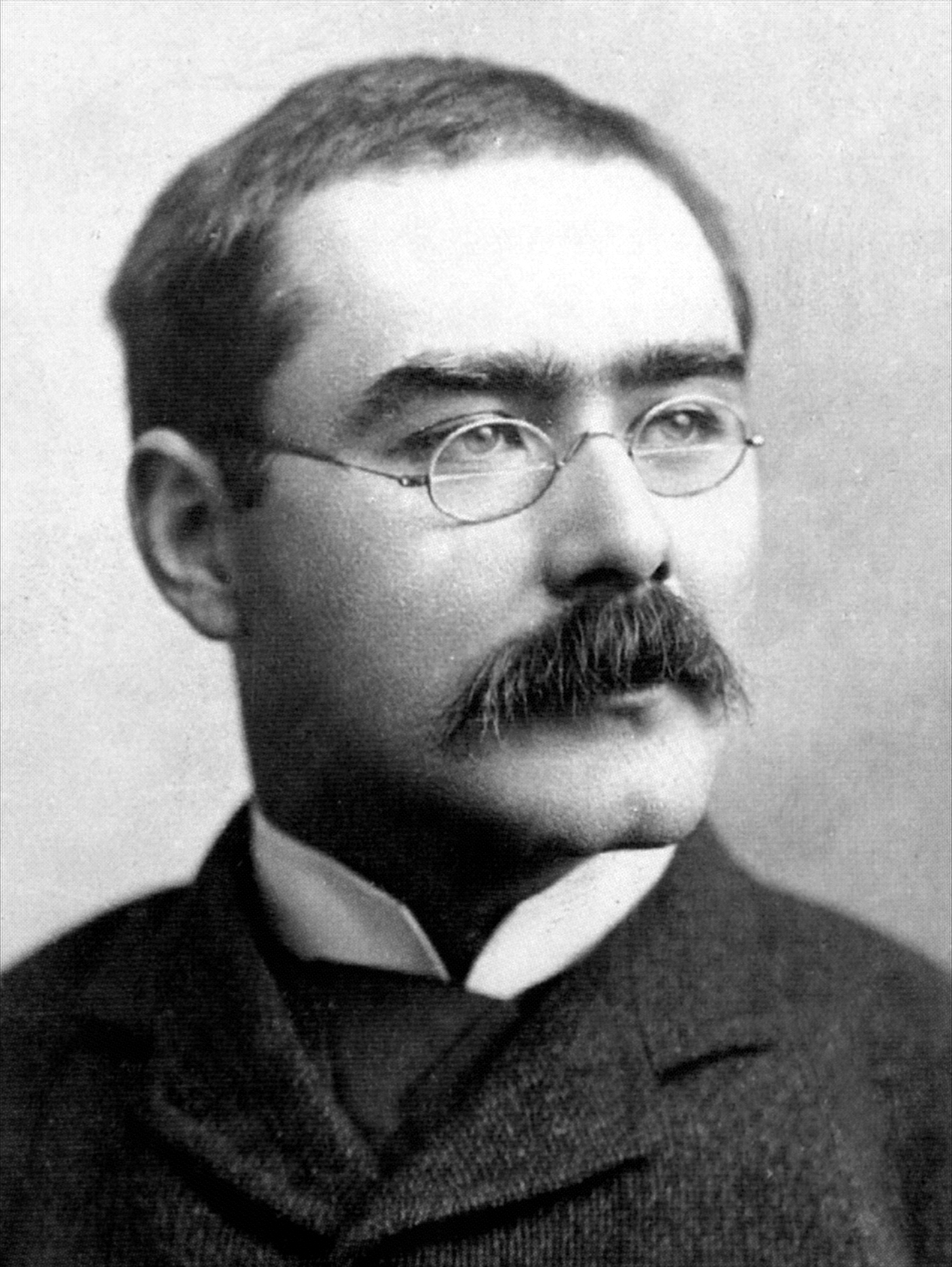
Редьярд Кіплінг у 1895 році

Черевики (англ. Boots) — вірш англійського письменника та поета Редьярда Кіплінга (1865–1936). Вперше опублікований у 1903 році у його збірці «П'ять націй».
"Черевики" змальовує повторювані думки британського армійського піхотинця, який марширує в Південній Африці під час Другої англо-бурської війни. Було запропоновано читати перші чотири слова кожного рядка повільно, зі швидкістю два слова за секунду, щоб відповідати каденції або ритму кроків солдата, що марширує.

## Версії
Запис вірша, озвучений американським актором Тейлором Холмсом у 1915 році, використовувався для його психологічного впливу у військових школах SERE збройних сил США. Декламація Холмса також була використана в кінематографічному трейлері до карти Call of Duty: Black Ops 6 Zombies «Terminus», а пізніше — у першому трейлері до фільму жахів «28 років потому» (2025 рік), режисером якого є Денні Бойл.
Вірш був покладений на музику для низького чоловічого голосу та оркестру «П. Дж. Макколлом» і записаний у 1929 році австралійським бас-баритоном Пітером Доусоном. Макколл був Доусоном, який публікувався під псевдонімом. Цей варіант незабаром був записаний іншими співаками, але, здається, здебільшого вийшов з моди, можливо, через Другу світову війну.
Американсько-британський поет Т.С. Еліот включив вірш до своєї збірки «Вибрані вірші Кіплінга», виданої в 1941 році.

## Вірш
Вірш перекладено на українську мову Валентином Бутом
|  | Ми – ноги – туп–туп–туп – тупаєм по Африці – Ноги–ноги–ноги–туп – тупаєм по Африці – (Черевики–черевики–черевики –вгору–вниз!) Краю не видно цій клятій війні! Дев’ять–п’ять–дванадцять–три – двадцять дев’ять миль пройшли Три–дванадцять–десять–сім – вчора тридцять дві втяли – (Черевики–черевики–черевики –вгору–вниз!) Краю не видно цій клятій війні! Ні–ні–не–дивись, що попереду мигтить. (Черевики–черевики–черевики –вгору–вниз!) Чоловіки–чоловіки глузд втрачають на той вид І краю не видно цій клятій війні! Пробуй–пробуй–намагайсь думати про інше щось – О, мій Боже–порятуй–щоб із глузду не зійти! (Черевики–черевики–черевики –вгору–вниз!) Краю не видно цій клятій війні! В патронташі–порахуй–скільки–ще–лишилось–куль. Очі–впустиш–на–дорогу, то протупають по них (Черевики–черевики–черевики –вгору–вниз!) Краю не видно цій клятій війні! Так, ми–можемо–терпіти–втому, спрагу, голод – гей! Але – Боже – не постійний, осоружний рух оцей: Черевики–черевики–черевики –вгору–вниз! І краю не видно цій клятій війні! Вдень–іще–не–так–погано, бо удень ти у гурті, А–прийде–ніч–і–лізуть–до–віч тупочуть, мигтять оті Черевики–черевики–черевики – вгору–вниз. Краю не видно цій клятій війні! Я–пройшов–шість–тижнів–пекла–і–засвідчую–одно: Не–вогонь–то, не–чортиська–не могильна–тьма –воно: Черевики–черевики–черевики–вгору–вниз, І краю не видно цій клятій війні! |

## Видатні записи
- 1915 – Тейлор Холмс (розмовне слово) Victor B 55057[8]
- 1929 – Пітер Доусон HMV B 3072[9]
- 1951 – Леонард Уоррен[10]
- 1935 – Ерік Вудберн
- 1940 – Норман Корвін (розмовна декламація) Columbia 36055[11]
- 2024 — Крістофер Ейк (ремікс запису Тейлора Холмса)